# 小鬼迪克

尽职的守屋精灵——迪克

《小鬼迪克》（日语：妖精ディック）讲述了英国一个守护老房子的守屋精灵——迪克，为了保护主人的冒险故事。一个神奇的魔法世界。该片是系列动画片，曾在小神龙俱乐部中播出。台灣曾由華視播出。